# Chiara di Rosemberg
Chiara di Rosemberg és una òpera en dos actes composta per Luigi Ricci sobre un llibret de Gaetano Rossi. Es va estrenar l'11 d'octubre de 1831 al Teatro alla Scala de Milà.
També s'estrenà com a Chiara di Montalbano a França el 1835.